# Prätur (Hamburg)
Als Prätur wurde in Hamburg eine Justizbehörde bezeichnet, die vor allem für die Niedere Gerichtsbarkeit zuständig war. Mit Inkrafttreten der Reichsjustizgesetze am 1. Oktober 1879 wurden die Präturen durch Amtsgerichte ersetzt.
Als Prätoren wurden in Hamburg die beiden Ratsmitglieder bezeichnet, die im jährlichen Wechsel den Posten des Vorsitzenden Richters des Niedergerichtes innehatten. Der Turnus begann ab Petri (24. Februar) und dauerte ein Jahr. Da die Vorsitzenden Richter Ermittlungen auch selbst durchführen mussten, übernahmen die Prätoren nach und nach auch polizeiliche Funktionen. Den Präturen oblag die Vollstreckung gerichtlicher Entscheidungen aller Gerichte innerhalb der Stadt. Die Prätoren, die sich die Wahrnehmung polizeilicher Aufgaben mit der Wedde teilten, waren für die öffentliche und private Sicherheit zuständig.
Mit dem Wachstum der Stadt wurden weitere Niedergerichte eingerichtet und damit gab es mehrere Präturen. Insbesondere in den hamburgischen Landgebieten entstanden so genannte Landpräturen, die von den jeweiligen Landherren verwaltet wurden. Zu den Zuständigkeiten der Präturen gehörten Streitwerte bis 400 Mark sowie Miet-, Zins-, Dienstboten- und Dienstlohnsachen sowie Beleidigungsklagen.
Das Polizeipersonal, das der Prätur unterstand, bestand aus einem „Bruchvoigt“, zwei Gerichtsdienern und mehreren „Offizianten“. Mit der 1861 in Hamburg erfolgten Trennung von Justiz und Verwaltung wurden die polizeilichen Aufgaben auf ein Exekutivbüro übertragen und Richter mit der Verwaltung der Präturen beauftragt.